# Eskimo (film 1933)
Eskimo è un film del 1933 diretto da W. S. Van Dyke.

## Riconoscimenti
Nel 1934 è stato indicato tra i migliori dieci film dell'anno dal National Board of Review of Motion Pictures.
Nel 1935 ha vinto l'Oscar al miglior montaggio.